# Olga Safronova
Olga Yevgenyevna Safronova née Bludova  (en russe : Ольга Евгеньевна Блудова, Olga Ievguenievna Bloudova), née le 5 novembre 1991 à Almaty, est une athlète kazakhe, spécialiste du sprint.

## Biographie
Sa mère Irina était une hurdleuse, son frère Maxim est sauteur en hauteur. Son mari, Konstantin Safronov, est sauteur en longueur.
Olga Bludova participe aux Jeux olympiques de 2012 sur 100 mètres et est éliminée au stade des demi-finales.
Le 28 août 2017, elle décroche à l'origine la médaille d'or de l'Universiade à Taipei sur le relais 4 x 100 m en 43 s 68 mais l'équipe kazakhe est finalement disqualifiée pour passage de témoin hors-zone. La Suisse, 2e en 43 s 81, récupère le titre.
Elle est nommée porte-drapeau de la délégation du Kazakhstan aux Jeux olympiques d'été de 2024 en compagnie du boxeur Aslanbek Shymbergenov (en).

## Palmarès
| Date | Compétition                  | Lieu        | Résultat | Épreuve   | Temps   |
| ---- | ---------------------------- | ----------- | -------- | --------- | ------- |
| 2008 | Championnats d'Asie juniors  | Djakarta    | 6e       | 100 m     | 12 s 24 |
| 2008 | Championnats d'Asie juniors  | Djakarta    | 4e       | 200 m     | 24 s 72 |
| 2010 | Championnats d'Asie en salle | Téhéran     | 3e       | 60 m      | 7 s 57  |
| 2010 | Championnats d'Asie juniors  | Hanoï       | 4e       | 100 m     | 12 s 17 |
| 2010 | Championnats d'Asie juniors  | Hanoï       | finale   | 4 × 100 m | DQ      |
| 2011 | Championnats d'Asie          | Kobe        | 7e       | 100 m     | 11 s 82 |
| 2011 | Championnats d'Asie          | Kobe        | 3e       | 200 m     | 24 s 29 |
| 2012 | Championnats d'Asie en salle | Hangzhou    | 4e       | 60 m      | 7 s 49  |
| 2013 | Universiade                  | Kazan       | 7e       | 100 m     | 11 s 55 |
| 2014 | Coupe continentale           | Marrakech   | 7e       | 100 m     | 11 s 60 |
| 2014 | Coupe continentale           | Marrakech   | 6e       | 200 m     | 22 s 99 |
| 2014 | Jeux asiatiques              | Incheon     | 3e       | 100 m     | 11 s 50 |
| 2014 | Jeux asiatiques              | Incheon     | 1re      | 200 m     | 23 s 02 |
| 2014 | Jeux asiatiques              | Incheon     | 2e       | 4 × 100 m | 43 s 90 |
| 2015 | Championnats d'Asie          | Wuhan       | 4e       | 100 m     | 11 s 47 |
| 2015 | Championnats d'Asie          | Wuhan       | 2e       | 200 m     | 23 s 46 |
| 2015 | Championnats d'Asie          | Wuhan       | finale   | 4 x 100 m | DQ      |
| 2017 | Championnats d'Asie          | Bhubaneswar | 2e       | 100 m     | 11 s 45 |
| 2017 | Championnats d'Asie          | Bhubaneswar | 3e       | 200 m     | 23 s 47 |
| 2017 | Championnats d'Asie          | Bhubaneswar | 1re      | 4 x 100 m | 43 s 53 |
| 2017 | Universiade                  | Taipei      | 7e       | 100 m     | 11 s 53 |
| 2017 | Universiade                  | Taipei      | 6e       | 200 m     | 23 s 80 |
| 2017 | Universiade                  | Taipei      | finale   | 4 x 100 m | DQ      |
| 2017 | Jeux asiatiques en salle     | Achgabat    | 3e       | 60 m      | 7 s 43  |
| 2017 | Jeux asiatiques en salle     | Achgabat    | finale   | 4 x 400 m | DQ      |
| 2018 | Jeux asiatiques              | Jakarta     | 6e       | 100 m     | 11 s 43 |
| 2018 | Jeux asiatiques              | Jakarta     | 5e       | 200 m     | 23 s 43 |
| 2018 | Jeux asiatiques              | Jakarta     | 3e       | 4 x 100 m | 43 s 82 |
| 2019 | Championnats d'Asie          | Doha        | 1re      | 100 m     | 11 s 17 |
| 2019 | Championnats d'Asie          | Doha        | 2e       | 200 m     | 22 s 87 |
| 2023 | Championnats d'Asie en salle | Astana      | 2e       | 60 m      | 7 s 32  |

## Records
| Épreuve   | Épreuve   | Temps   | Lieu            | Date            |
| --------- | --------- | ------- | --------------- | --------------- |
| 60 m      | En salle  | 7 s 30  | Karaganda       | 27 janvier 2012 |
| 100 m     | Plein air | 11 s 09 | Almaty          | 24 mai 2016     |
| 200 m     | Plein air | 22 s 85 | Almaty          | 28 juin 2014    |
| 200 m     | En salle  | 23 s 76 | Ust-Kamenogorsk | 23 janvier 2019 |
| 4 x 100 m | Plein air | 42 s 92 | Almaty          | 4 juillet 2016  |